# Manesse-kódex

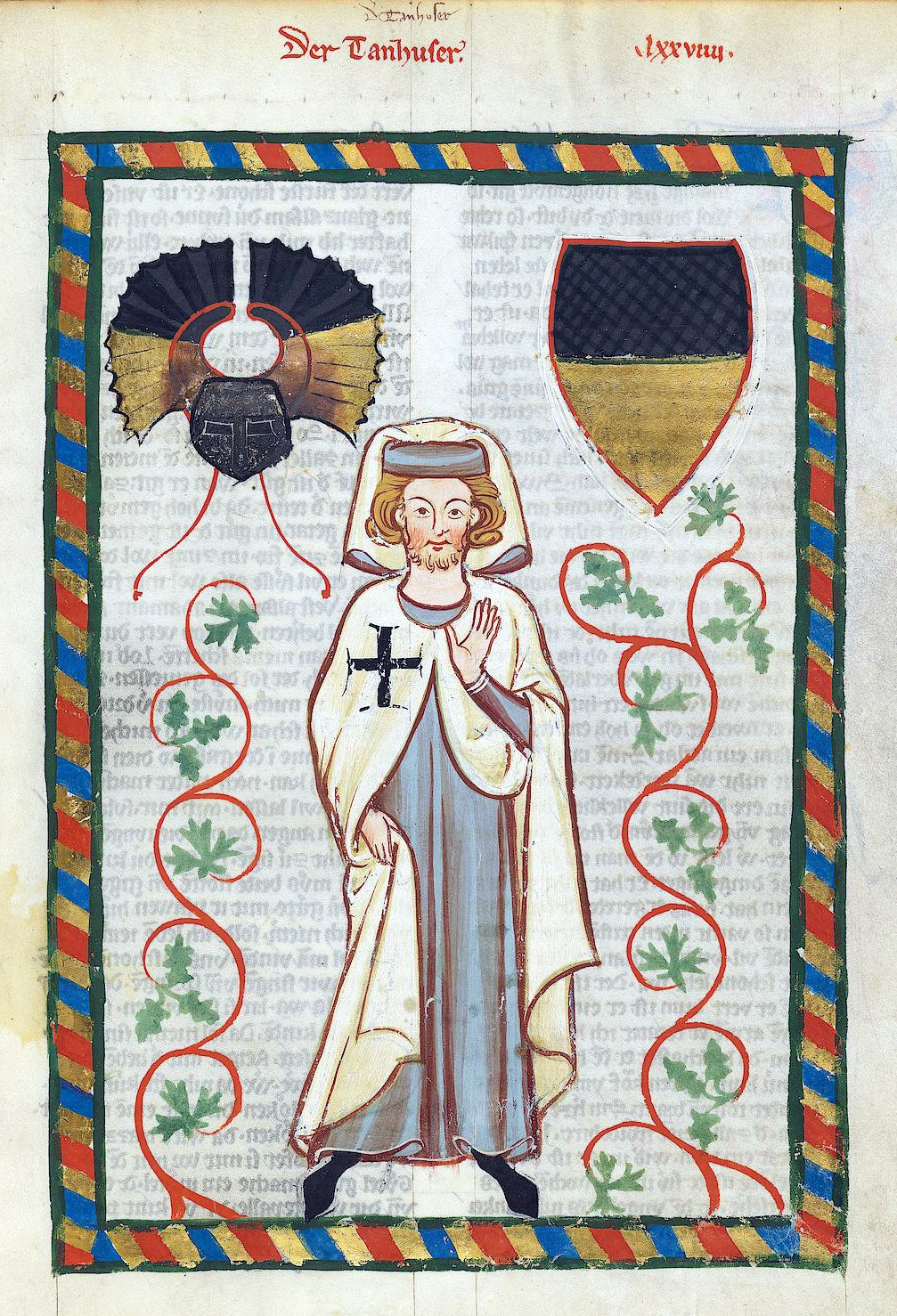
Tannhäuser, a Manesse-kódex illusztrációja

A Manesse-kódex (Zürich, 1305-1340), avagy a Große heidelberger Liederhandschrift (Nagy Heidelbergi Daloskönyv) a középkori címerművészet legszebb példái közé tartozik. Feltételezett megbízója után nevezik Manesse-kéziratnak is. A kézirat valószínűleg a 13. század végén vagy a 14. század elején jött létre. A mű a középkori német líra valamennyi szerzőjének teljes munkásságát kívánta összefoglalni. Készítője a művek elé egész oldalas fiktív portrékat állított. A mű 140 minnesänger költeményt és 137 színes képet tartalmaz. 120 lapon címerek és tíz sisakdísz látható. A minnesängerek címerei mellett megtalálhatók benne egyes dél-németországi és osztrák hercegek, grófok, bárók, és polgárok címerei is.

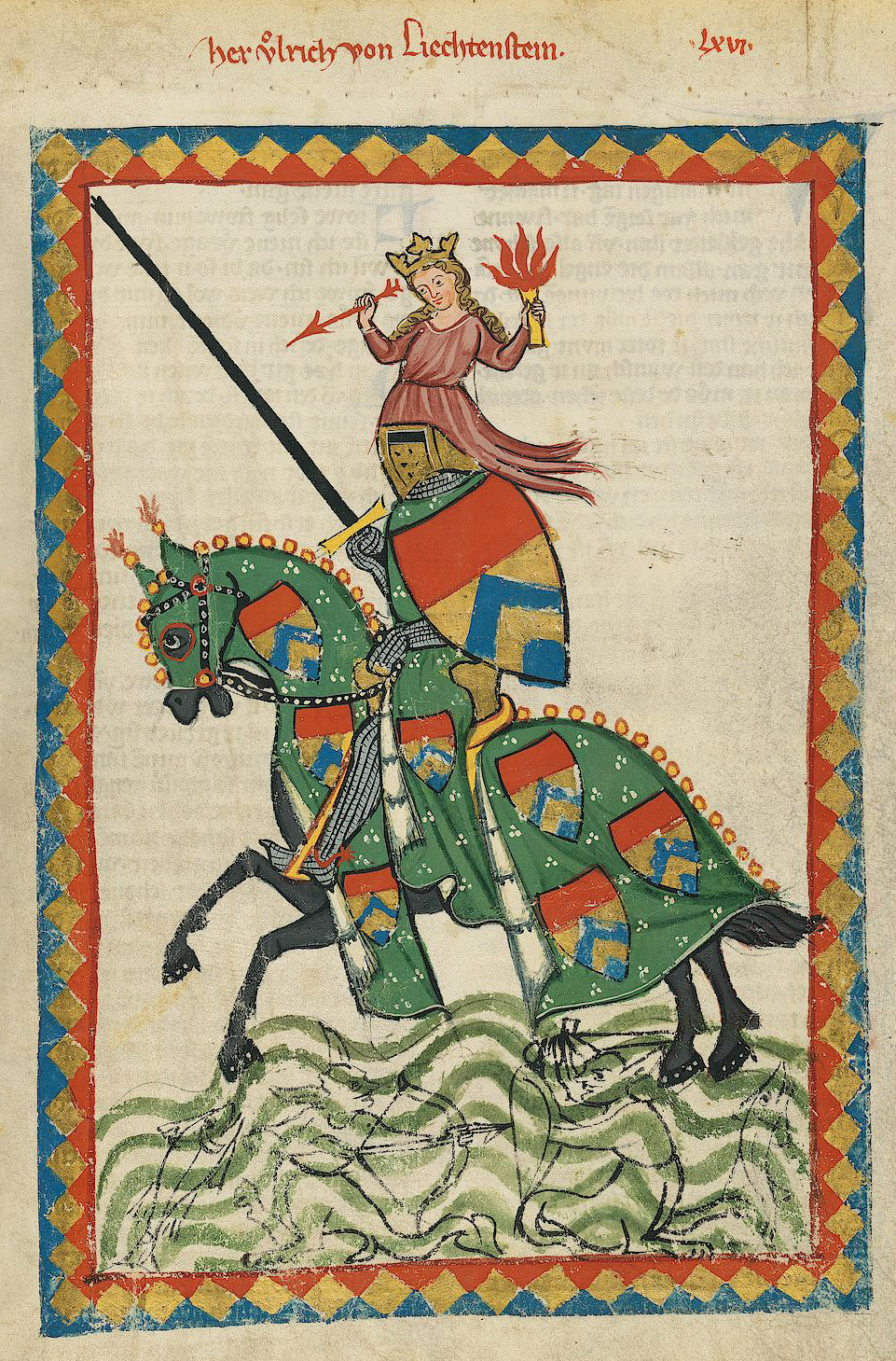
Ulrich von Lichtenstein a Codex Manesse miniatúráján

A kéziratnak, mely korábban Párizsi kéziratként is ismert volt, kalandos a története. A 16. század végén a von Hohensax család hagyatékában volt, ők a pfalzi választófejedelemtől vették kölcsön. 1607-ben a kézirat visszatért Heidelbergbe. Amikor a várost Tilly császári tábornok csapatai foglalták el, a mű Párizsba került és 1656-ban Dupuy királyi könyvtáros birtokában bukkant fel. A kézirat visszaszerzésére 1815, 1823 és 1871 során több kísérlet is történt, de ezek sikertelenek maradtak. Végül 1888-ban Trübner strasbourgi könyvkereskedőnek sikerült 26 ezer font értékű régi francia kéziratért elcserélnie. 1888. április 10-én a kézirat visszatért Heidelbergbe és az egyetemi könyvtár „Codex Palatinus germ. No. 848“ címen vette fel a katalógusába. Egy 1600 körül létrejött másolata a párizsi Nemzeti Könyvtárban található.